# 카리시나민꼬리박쥐
카리시나민꼬리박쥐(Anoura carishina)는 주걱박쥐과(신세계잎코박쥐류)에 속하는 박쥐의 일종이다. 콜롬비아의 토착종이다.

## 특징
작은 박쥐로 크기는 알려져 있지 않지만 조프루아민꼬리박쥐와 유사하다. 털이 길다. 일반적으로 몸 색깔은 흰 털 바탕에 불그스레한 계피색을 띤다.

## 생태
꽃꿀과 꽃가루를 먹는다. 

## 분포 및 서식지
콜롬비아 북부의 세 군데 지역과 아프리카 남서부에 알려져 있다.